# Uncinetto

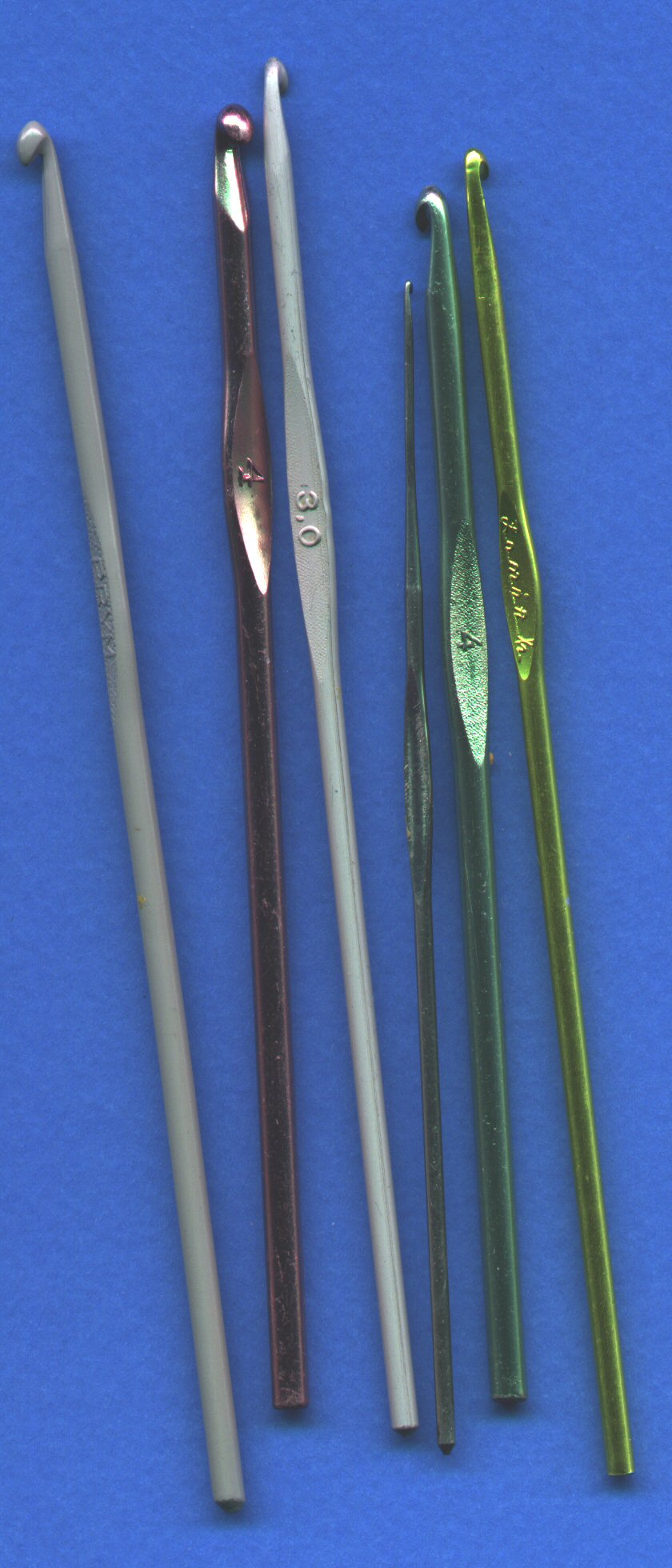
Uncinetti di varie misure e materiali

Aleksandra Jeżyk, Signora d'argento, 2013, realizzata con il filo. Altezza di 26 mm. L'artista polacca adoperò la tecnica dell'uncinetto, Museo d'arte professionale in miniatura Henryk Jan Dominiak di Tychy

L'uncinetto è un attrezzo costituito da un bastoncino munito a un'estremità di un uncino che serve per prendere e guidare il filo nelle lavorazioni all'uncinetto delle arti tessili.
Oggi sono fatti a macchina, normalmente in metallo (alluminio e acciaio) o plastica, ma possono essere anche in legno e persino in avorio.
Hanno numerose dimensioni, determinate secondo l'International Standard Range (ISR), e vanno da 0,60 mm di diametro per cotone fine a 10 mm per filato molto grosso. Ce ne sono per i lavori che richiedono uncinetto molto fine, anche da 0,55 mm. In altre parti del mondo viene usato un sistema di numerazione differente.
Dal momento che, a differenza del ferro per il lavoro a maglia, l'uncinetto non deve reggere i punti ma solamente l'occhiello di lavorazione, hanno tutti una lunghezza standard di circa 20 cm. Esistono poi gli uncinetti per punto Tunisi lunghi 30 cm.
L'uncinetto di solito è schiacciato al centro per una migliore impugnatura.

## Origini dell'uncinetto
Le origini della lavorazione all'uncinetto sono antichissime e, come nel caso di altre arti tessili, difficili da tracciare, ma sono stati trovati esempi primitivi in ogni angolo del globo: in Estremo Oriente, in Africa, Europa, America del Nord e del Sud. Si ritrovano anche nella cultura egizia.
Alle volte la lavorazione veniva eseguita su uncini sottili con filati molto fini che producevano un delicato tessuto simile a trine, oppure con filati più spessi su uncini grossi dando origine ad un tessuto compatto e denso.
Questo secondo tipo di uncinetto veniva usato dai Cinesi per fabbricare bambole tridimensionali, dagli Africani per fare i copricapi dei capi tribù, dai Turchi per creare cappelli e in Scozia per realizzare berretti e pesanti mantelli.
L'uncinetto dalla forma più delicata ebbe origine in Italia nel XVI secolo; veniva usato soprattutto dalle suore per realizzare addobbi e vestimenti per la chiesa.

## I filati
I filati da utilizzare per il lavoro all'uncinetto possono essere molto differenti per avere effetti diversi.
Il cotone e la seta producono un tessuto delicato simile alla tela del ragno che ricorda l'artigianato vittoriano, il filato spesso e grosso può essere usato per indumenti e per articoli domestici.
Per realizzare lavori creativi e piacevoli si possono usare, oltre al cotone, la lana e la seta, la ràfia, la corda, il lino, la canapa, la juta che da soli o uniti ad altri filati danno risultati insoliti.

### Altri e particolari materiali
Interessante la realizzazione di lavori all'uncinetto utilizzando materiali quali i filamenti di rame (per esempio recuperati da fili elettrici in disuso) e il filato plastico (si pensi per esempio ai gomitoli di scoubidou). Tecnicamente si può utilizzare qualsiasi filamento duttile e di consistenza morbida.

## Tipi di lavorazione

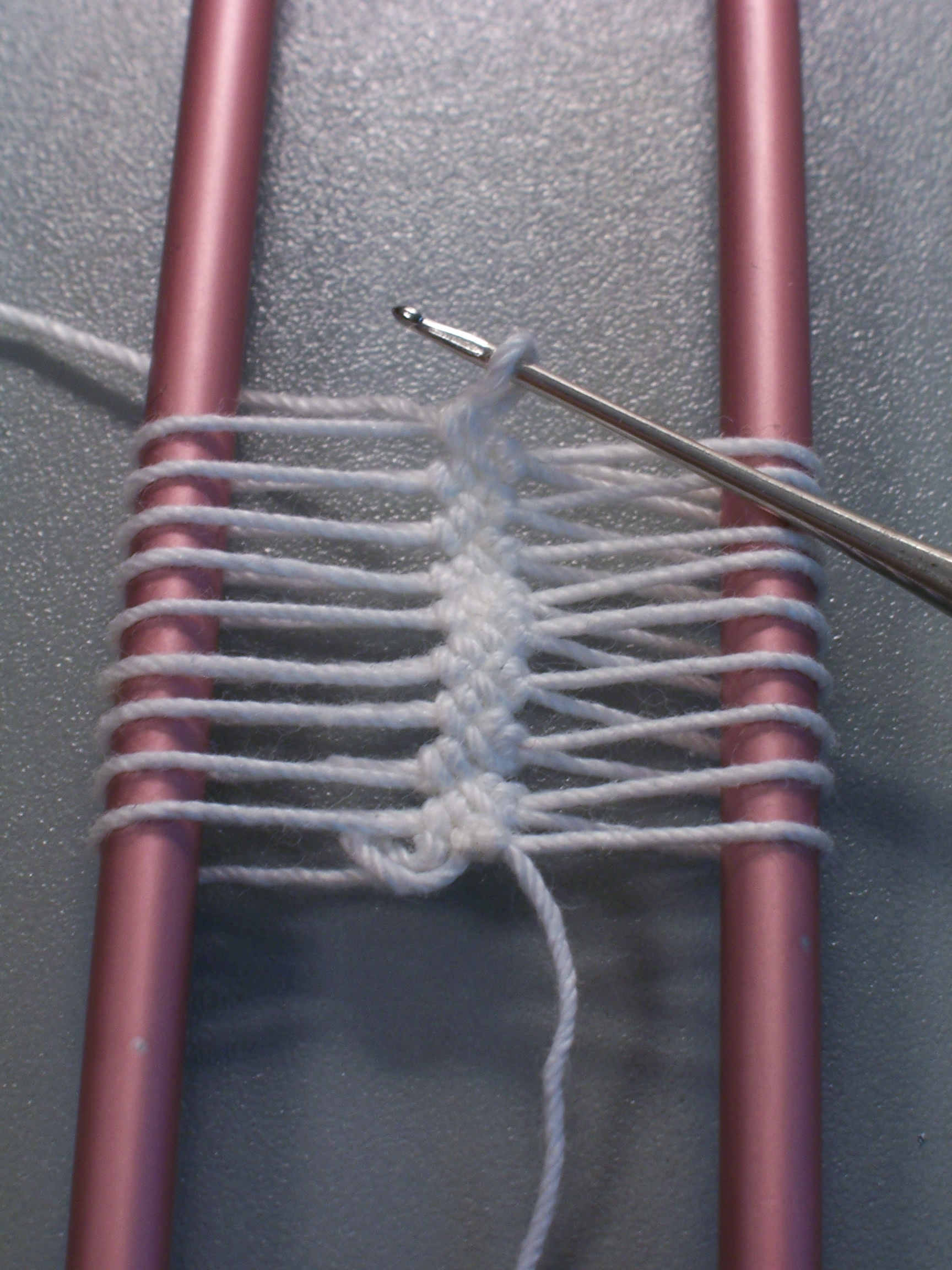
Uncinetto a forcella

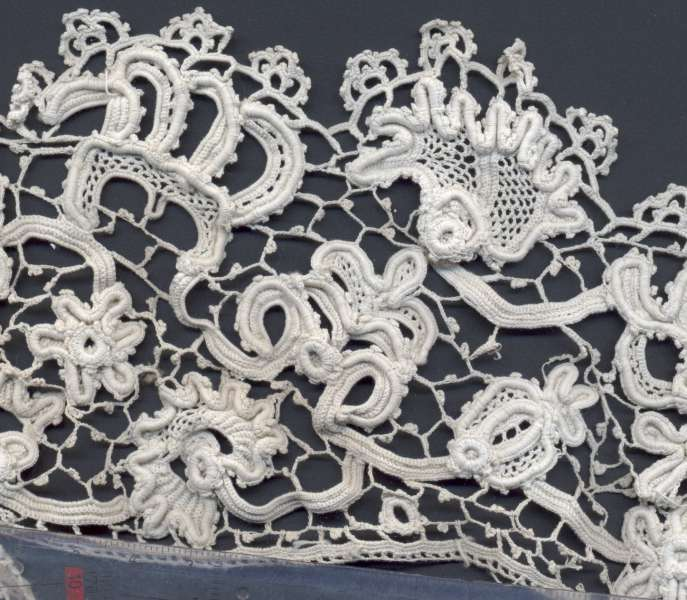
Pizzo irlandese

I tipi di lavorazione si possono distinguere in due categorie: 
- Quelli che utilizzano l'uncinetto semplice:
  - uncinetto a forcella, in cui oltre all'uncinetto si usa anche una forcella, spesso in acciaio dall'aspetto di una grossa forcina da capelli. Con questa tecnica si possono fare merletti, frange, passamanerie destinate a guarnire capi di abbigliamento, frange per mobili;
  - uncinetto a rete, o filet;
  - uncinetto friulano, un lavoro molto decorato a fiori e foglie in rilievo su una base a rete squadrata;
  - pizzo d'Irlanda, che presenta ricchissimi rilievi su una base a catenelle che disegnano morbide volute.
- Quelli che utilizzano l'uncinetto tunisino. Questo lungo uncino permette di raccogliere un gran numero di asole contemporaneamente, come su un ferro da calza, e di chiuderle poi una alla volta nel giro di ritorno. L'effetto finale è molto simile a un grosso tessuto.

## Punti base

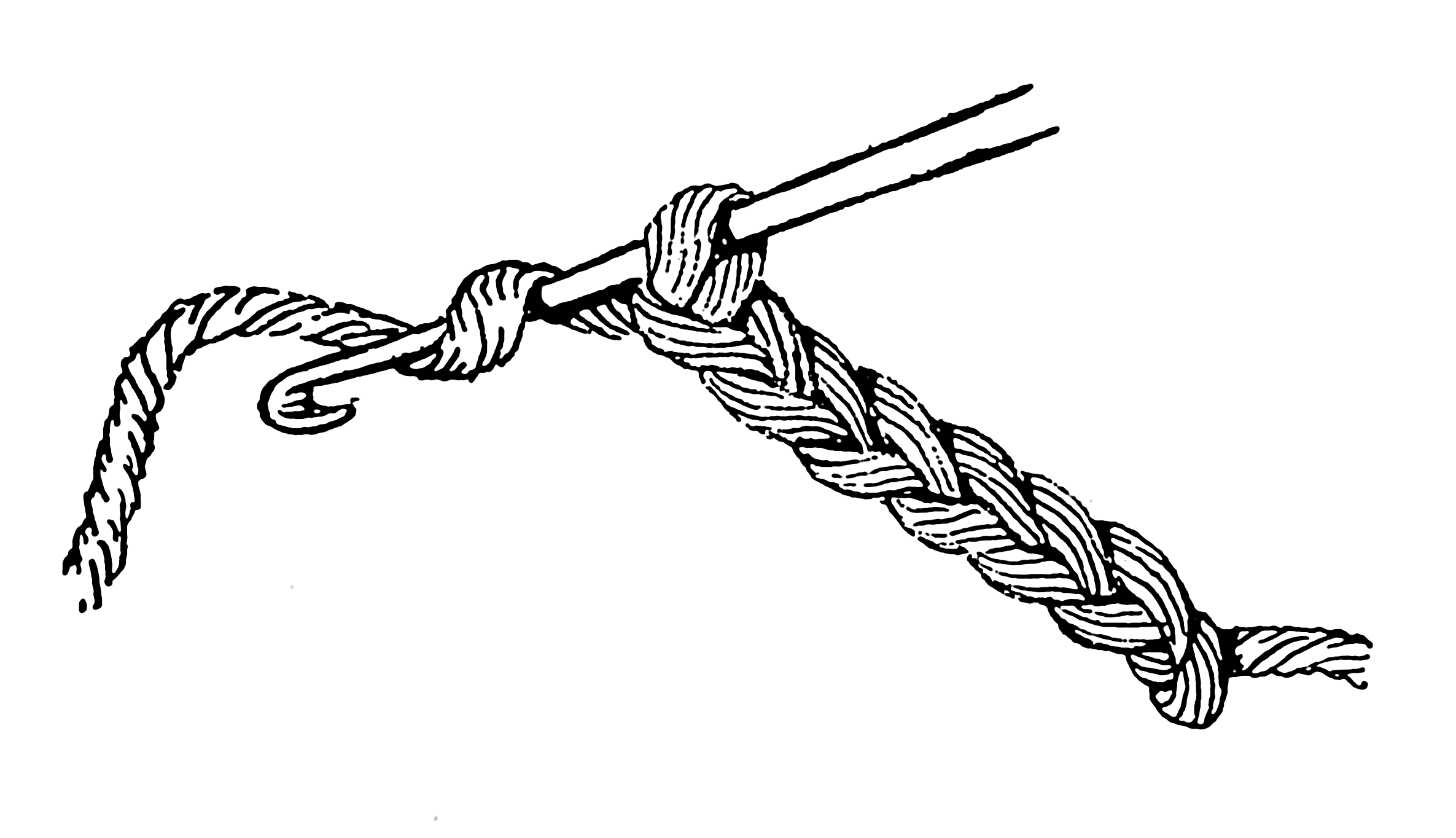
Catenella

- Catenella: il primo punto della catenella è costituito da un cappio annodato, dentro cui si fa scorrere l'uncino per raccogliere il filo di lavorazione e farlo passare attraverso. La catenella è l'inizio di ogni lavoro e può essere lunga a piacere, ma compare anche durante la lavorazione. Ha l'aspetto di una morbida catena di filo.

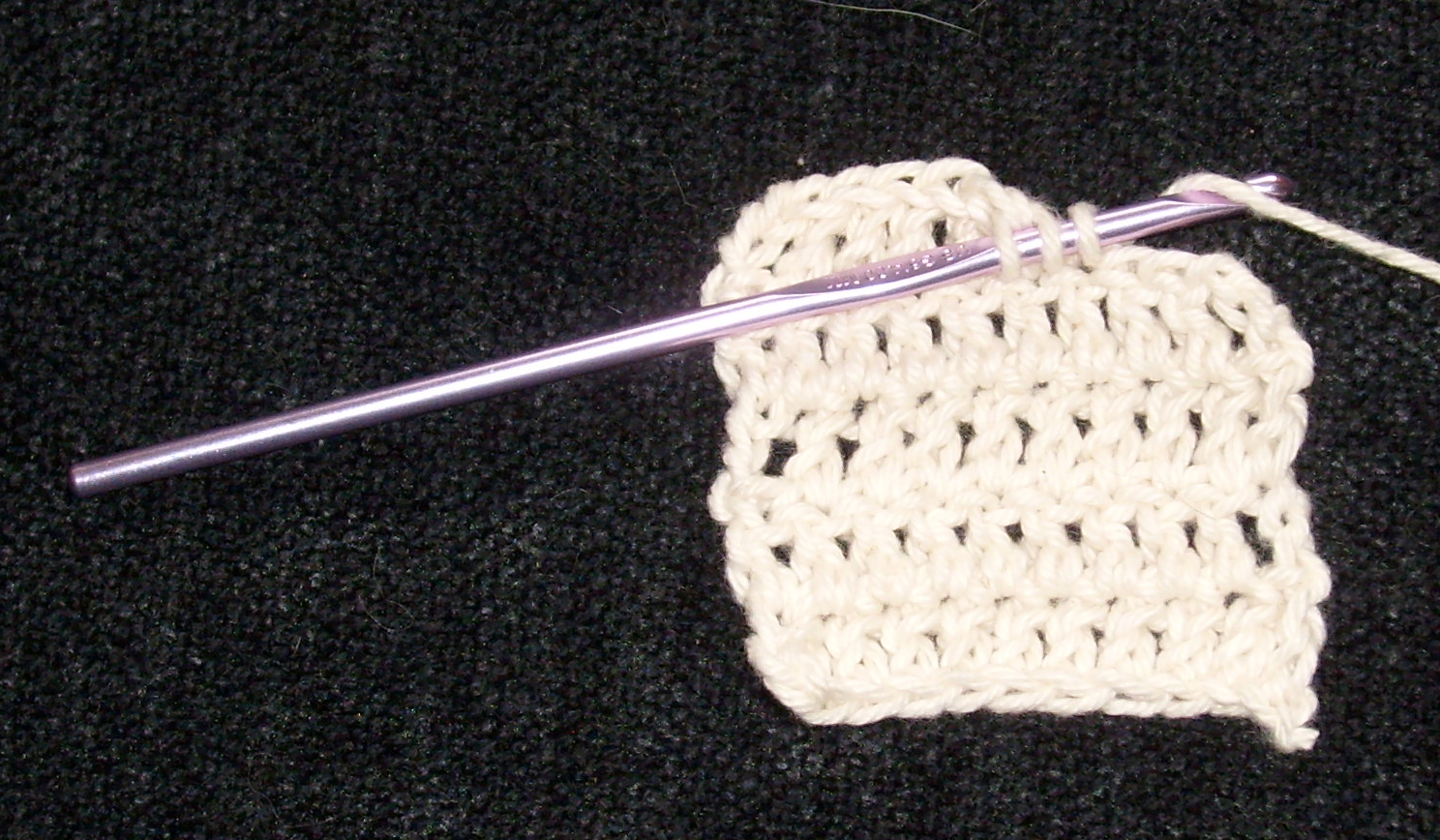
Punto alto

- Punto alto che consiste nelle seguenti operazioni: sull'uncinetto, infilato nell'ultima asola realizzata, 1) raccogliere il filo da lavorare; 2) con l'uncino entrare nella catenella sottostante; 3) prelevare ancora un filo e passarlo attraverso appunto quella catenella; in questo modo si hanno sull'uncinetto tre asole aperte (gettate); 4) raccogliere nuovamente il filo di lavorazione e chiudere le prime due asole passandovi attraverso; si hanno ora due asole; 5) raccogliere ancora il filo e chiudere le ultime due asole. rimane un'asola.

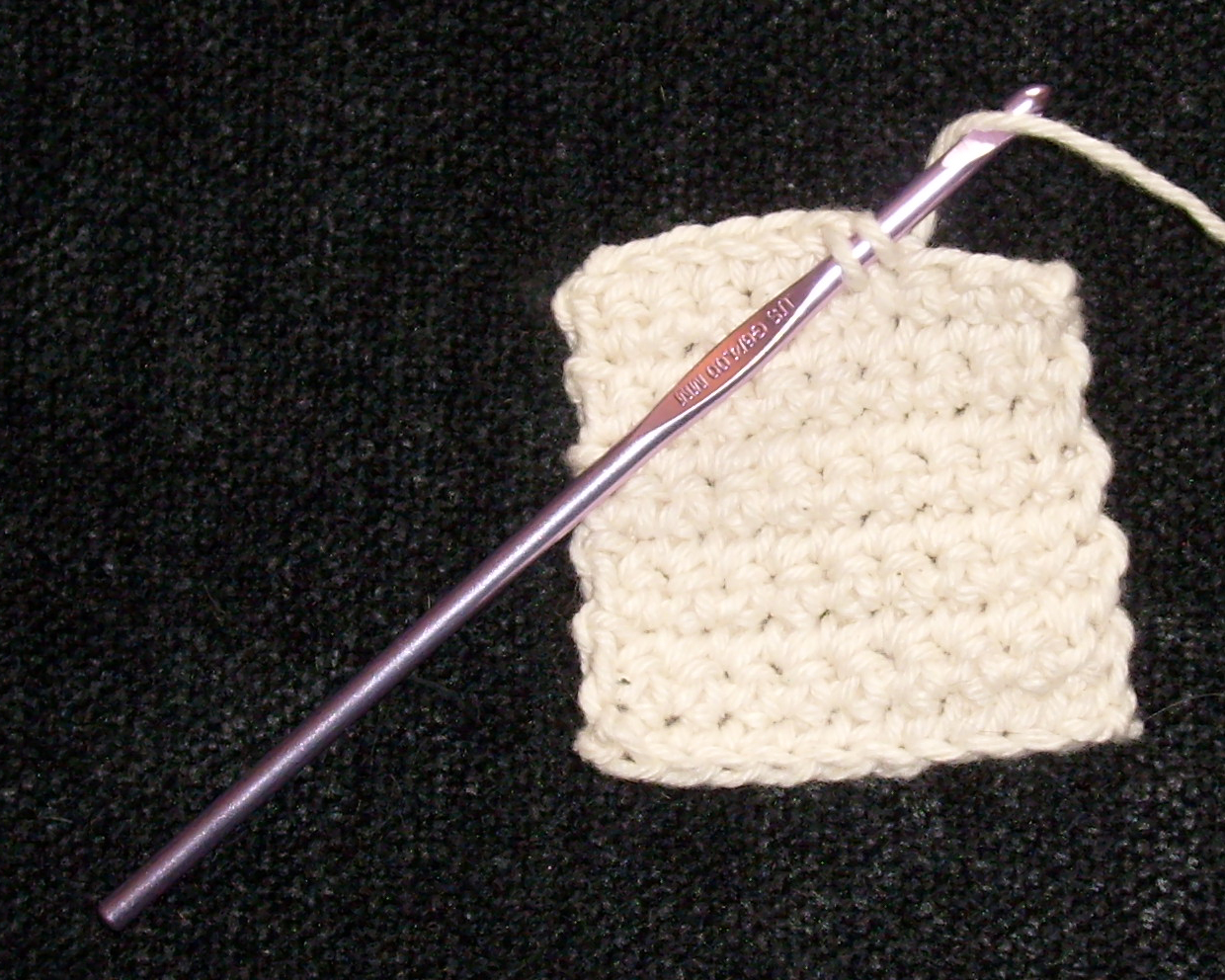
Punto basso

- Punto basso: si lavora come il punto alto, ma eliminando i passaggi 1 e 4.